# За цял живот
За цял живот (на испански: Para toda la vida) е мексиканска теленовела, режисирана от Хуан Карлос Муньо и Карина Дупрес, продуцирана за Телевиса в сътрудничество с чилийския канал Мега през 1996 г. С теленовелата се бележи продуцентският дебют на Лусеро Суарес, като по-късно е възложена на Хуан Осорио Ортис. Адаптация е на теленовелата Да живееш по малко, която е базирана на теленовелата Мащехата, създадена от чилийския драматург Артуро Моя Грау.
В главните роли са Офелия Медина, нейното завръщане в теленовелите след десетгодишно отстъствие, и Ехекиел Лавандеро, негов дебют в Мексико, а в отрицателните роли са Силвия Паскел, Маргарита Гралия, Оливия Колинс, Оскар Травен и Роберто Бландон.

## Сюжет
По време на пътуване до Сантяго, Чили, със съпруга си и няколко приятели животът на Елена се променя. Тя е осъдена на доживотен затвор за престъпление, което не е извършила. Елена е открита с пистолет в ръка до тялото на един от спътниците си, след което е обвинена в убийство, въпреки твърденията си, че е невинна. След това пътуване Фернандо, съпругът на Елена, решава да се разведе с нея и да избегне социалните скандали, за да защити репутацията на компанията си. Той съобщава на семейството си, че Елена е мъртва. Петнадесет години по-късно Елена излиза от затвора за добро поведение се връща в Мексико, решена да открие човека, който е разбил живота ѝ.

## Актьори
- Офелия Медина - Елена Дувал Риос де Валдеморос
- Ехекиел Лавандеро - Фернандо Валдеморос Саенс
- Силвия Паскел - Лидия Валдеморос
- Ана Силвети - Флора Валдеморос
- Маргарита Гралия - Адела Ривас де Монталбан
- Рамон Менендес - Фортунато
- Роберто Бландон - Оскар Молина
- Оскар Травен - Лоренсо Монталбан
- Оливия Колинс - Лусия
- Роберто „Флако“ Гусман - Сиприано
- Оскар Морели - Отец Кристобал
- Диана Голден - Силвия
- Роберто Паласуелос - Роландо
- Ектор Соберон - Алфредо
- Исабел Мартинес - Еулалия
- Беатрис Морено - Матилде
- Роберто Миранда - Аркимедес
- Питука де Форонда - Маркиза Каталина Сантамария
- Фернандо Лухан - Хуан Анхел
- Монсерат Гайоса - Виолета
- Арат де ла Торе - Амадео
- Едуардо Ароюело - Енрике Валдеморос Дувал
- Паола Отеро - Естела Валдеморос Дувал
- Куно Бекер - Едуардо Валдеморос
- Арасели Вита - Мариса
- Хулио Манино - Торес
- Родриго Бастидас - Игнасио

## Премиера
Премиерата на За цял живот е на 15 април 1996 г. по Canal de las Estrellas. Последният 80. епизод е излъчен на 2 август 1996 г.

## Версии
- Мащехата (1981), чилийска теленовела, продуцирана от Канал 13, с участието на Хулия Унхер и Уалтър Клихе.
- Да живееш по малко (1985), мексиканска теленовела, режисирана от Рафаел Банкелс, Педро Дамян и Беатрис Шеридан и продуцирана от Валентин Пимстейн за Телевиса, с участието на Анхелика Арагон и Рохелио Гера.
- Завинаги (1996), мексикано-американска теленовела, продуцирана от Карлос Сотомайор за Фокс Телевижън в сътрудничество с Телевиса, с участието на Мария Майенсет и Джеймс Ричър.
- Мащехата (2005), мексиканска теленовела, режисирана от Хорхе Едгар Рамирес и Ерик Моралес и продуцирана от Салвадор Мехия за Телевиса, с участието на Виктория Руфо и Сесар Евора.
- Кой уби Патрисия Солер (2014), колумбийска теленовела, продуцирана от RTI Producciones за RCN Televisión, с участието на Итати Канторал и Мигел де Мигел.
- Мащехата (2022), мексиканска теленовела, продуцирана от Кармен Армендарис за ТелевисаУнивисион, с участието на Арасели Арамбула и Андрес Паласиос.